# خاطرة (مقاطعة دورة)
خاطرة (بالفارسية: خاطره) هي قرية تقع في قسم كشكان الريفي (مقاطعة دورة) في إيران. يقدر عدد سكانها بـ 844 نسمة .